# Naum Vilenkin
Naum Yakovlevich Vilenkin (en russe : Наум Яковлевич Виленкин, 30 octobre 1920 à Moscou - 19 octobre 1991 à Moscou) est un mathématicien soviétique, expert en théorie des représentations, en théorie des fonctions spéciales, en analyse fonctionnelle et en combinatoire. Il est surtout connu comme l'auteur de nombreux livres de mathématiques récréatives destinés aux collégiens et lycéens.

## Biographie sommaire
Vilenkin étudie à l'université d'État de Moscou où il est l'élève d'Aleksandr Kurosh. Il reçoit son habilitation en 1950. Il est lauréat du prix Ushinsky pour ses manuels scolaires de mathématiques en 1976.

## Publications choisies

### Livres
- I. M. Gelfand, M. I. Graev et N. Ja. Vilenkin, Generalized Functions, Volume 5 : Integral Geometry and Representation Theory, vol. 381, AMS Chelsea Publishing, 1966, 449 p. (ISBN 978-1-4704-2663-7)
- Naum Ya. Vilenkin (trad. V. N. Singh), Special functions and the theory of group representations, vol. 22, Providence, RI, American Mathematical Society, coll. « Translations of Mathematical Monographs », 1968
- N. Ya. Vilenkin (trad. A. Shenitzer et S. Shenitzer), Combinatorics, Academic Press, septembre 1971, xiii + 296 (ISBN 978-0-12-721940-0)
- N. Ja. Vilenkin et A. U. Klimyk (trad. V. A. Groza et A. A. Groza), Representation of Lie groups and special functions : Vol. 1. Simplest Lie groups, special functions and integral transforms, vol. 72, Dordrecht, Kluwer Academic Publishers Group, coll. « Mathematics and its Applications (Soviet Series) », 1991, xxiv + 608 (ISBN 0-7923-1466-2)
- N. Ja. Vilenkin et A. U. Klimyk (trad. V. A. Groza et A. A. Groza), Representation of Lie groups and special functions : Vol. 2. Class I representations, special functions, and integral transforms, vol. 74, Dordrecht, Kluwer Academic Publishers Group, coll. « Mathematics and its Applications (Soviet Series) », 1993, xviii + 607 (ISBN 0-7923-1492-1)
- N. Ja. Vilenkin et A. U. Klimyk (trad. V. A. Groza et A. A. Groza), Representation of Lie groups and special functions : Vol. 3. Classical and quantum groups and special functions, vol. 75, Dordrecht, Kluwer Academic Publishers Group, coll. « Mathematics and its Applications (Soviet Series) », 1992, xx + 634 (ISBN 0-7923-1493-X)
- N. Ja. Vilenkin et A. U. Klimyk (trad. V. A. Groza et A. A. Groza), Representation of Lie groups and special functions. Recent advances, vol. 316, Dordrecht, Kluwer Academic Publishers Group, coll. « Mathematics and its Applications », 1995, xvi + 497 (ISBN 978-94-017-2885-0, DOI https://doi.org/10.1007/978-94-017-2885-0)
- A. U. Klimyk et N. Ya. Vilenkin, « Representations of Lie groups ans special functions », dans A. A. Kirillov (éd.), Representation Theory and Noncommutative Harmonic Analysis II. Homogeneous Spaces, Representations and Special Functions, vol. 59, Springer, coll. « Encyclopaedia of Mathematical Sciences », 1995, vii + 269, p. 137-259

### Livres en mathématiques récréatives
- N. Ya. Vilenkin, In search of infinity, Birkhaüser, 11 août 1995 (ISBN 978-1-4612-0837-2, DOI https://doi.org/10.1007/978-1-4612-0837-2)
- N. Ya. Vilenkin (trad. George Yandovsky), Combinatorial mathematics for recreation, Moscou, MIR publishers, 1972, 207 p. (lire en ligne)
- N. Ya. Vilenkin (trad. Scripta technica), Stories about sets [« Rasskazy o mnozhestvakh pages totales=152 »], New York et Londres, Academic Press, janvier 1968 (lire en ligne)
- N. Ya. Vilenkin, Successive Approximation, Oxford, Pergamon Press, coll. « Popular Lectures in Mathematics », 1964, ix + 70